# Anheuser-Busch
Anheuser-Busch Companies, LLC ([ˈænhaɪzər ˈbʊʃ], на български: „Анхо̀йзер-Буш“), американска пивоварна, със седалище в Сейнт Луис, Мисури. От 2008 г. тя е изцяло собственост на Anheuser-Busch InBev SA/NV (AB InBev), сега най-голямата пивоварна компания в света. Произвежда над 30 вида бира и малцови ликьори, притежава множество търговски марки, по-специално Budweiser (която е на 1-во място по продажби в САЩ), Michelob, Stella Artois и Beck's.
В компанията работят над 19 000 души, управлява 12 пивоварни в Съединените щати и до декември 2009 г. е един от най-големите оператори на тематични паркове в Съединените щати, с десет тематични парка чрез подразделението за семейни развлечения на компанията Busch Entertainment Corporation.